# Hermann Paul Müller
Pour les articles homonymes, voir Müller et Hermann Müller (homonymie).

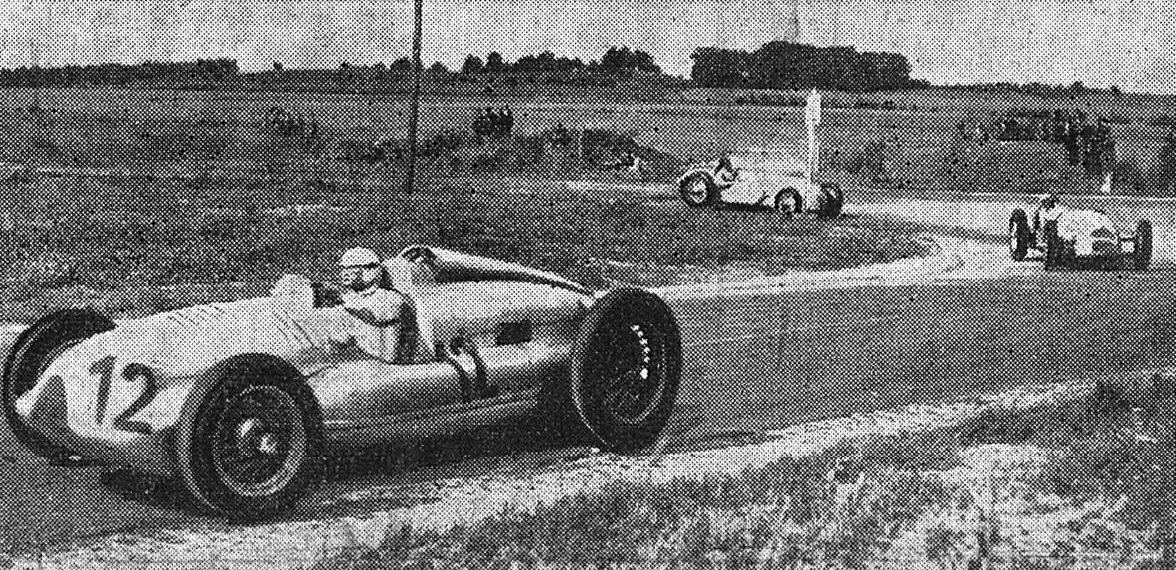
Grand Prix de l'A.C.F. 1939, Muller devant Étancelin et Le Bègue.

Hermann Paul Müller (Bielefeld, 21 novembre 1909 – Ingolstadt, 30 décembre 1975) est un pilote automobile, un pilote motocycliste et un pilote de side-car allemand.

## Carrière
Müller commence sa carrière en 1928 par le side-car. Il s'engage dans des courses de moto sur des Impéria puis sur des Jap. En 1931, il rejoint l'équipe officielle de Victoria et devient champion d'Allemagne sur side-car dans la classe 600 cm3 en 1932. Victoria quitte la compétition fin 1933, aussi, Müller engage sa propre Victoria-Jap 350 cm3 à titre privé jusqu'en 1935, date à laquelle Auto Union lui confie une DKW d'usine de 500 cm3 avec laquelle il remporte le titre de champion d'Allemagne en classe 500 cm3 en 1936. La même année, il remporte la médaille d'or dans un trial de six jours.
En 1937, il est contacté par Auto Union qui lui propose de piloter leurs automobiles en Grand Prix. Il est forcé par le NSDAP de changer son nom "H.P. Müller" sous lequel il s'engageait en moto pour "Hermann Müller". Pilote de réserve, il prend tout de même son premier départ en Grand Prix au Grand Prix de l'Eifel 1937 et, l'année suivante, devient officiellement un des pilotes titulaires. Il remporte le Grand Prix de l'ACF 1939 à Reims-Gueux et termine second du Grand Prix d'Allemagne. Premier aux points du championnat, il ne reçoit pas son titre de champion d'Europe des pilotes à cause de l'entrée en guerre, alors que Adolf Hühnlein président du NSKK (la plus haute autorité allemande dans le sport automobile) déclare Hermann Lang vainqueur du championnat.
Müller devient Lieutenant dans la Luftwaffe, travaillant dans une usine de moteurs à Litzmannstadt mais ne prend pas part aux combats aériens.
À la fin de la Seconde Guerre mondiale, en 1945, il retourne travailler pour Auto Union à Chemnitz, en Allemagne de l'Est, où il a à accomplir son travail de bûcheron en tant que prisonnier de guerre, ce qui est mieux que d'être déporté en Sibérie. Il envoie sa femme Mariele et ses deux enfants à Bielefeld en Allemagne de l'Ouest où ils arrivent séparément en décembre de la même année.
Retournant au pilotage, il reprend le nom de H.P. Müller. Il peut compter sur son épouse, grande supportrice pendant les courses, elle lui prépare ses arrêts aux stands. Il remporte les championnats d'Allemagne de l'Ouest de 1947 et 1948 en 250 cm3 sur DKW. En 1951, il devient champion d'Allemagne en 125 cm3 sur une DKW d'usine. En 1954, il rejoint l'écurie d'usine de NSU la firme Neckarsulm et remporte le championnat du monde de vitesse moto. À ce jour, il reste le pilote le plus âgé (46 ans) à avoir remporté le championnat. L'année suivante, il signe un record du monde de vitesse sur le lac salé de Bonneville. Il retourne travailler pour Auto Union et pour Daf aux Pays-Bas, se déplaçant occasionnellement à Ingolstadt, au département presse d'Auto Union. Il meurt des suites d'une longue maladie en 1975.

## Source

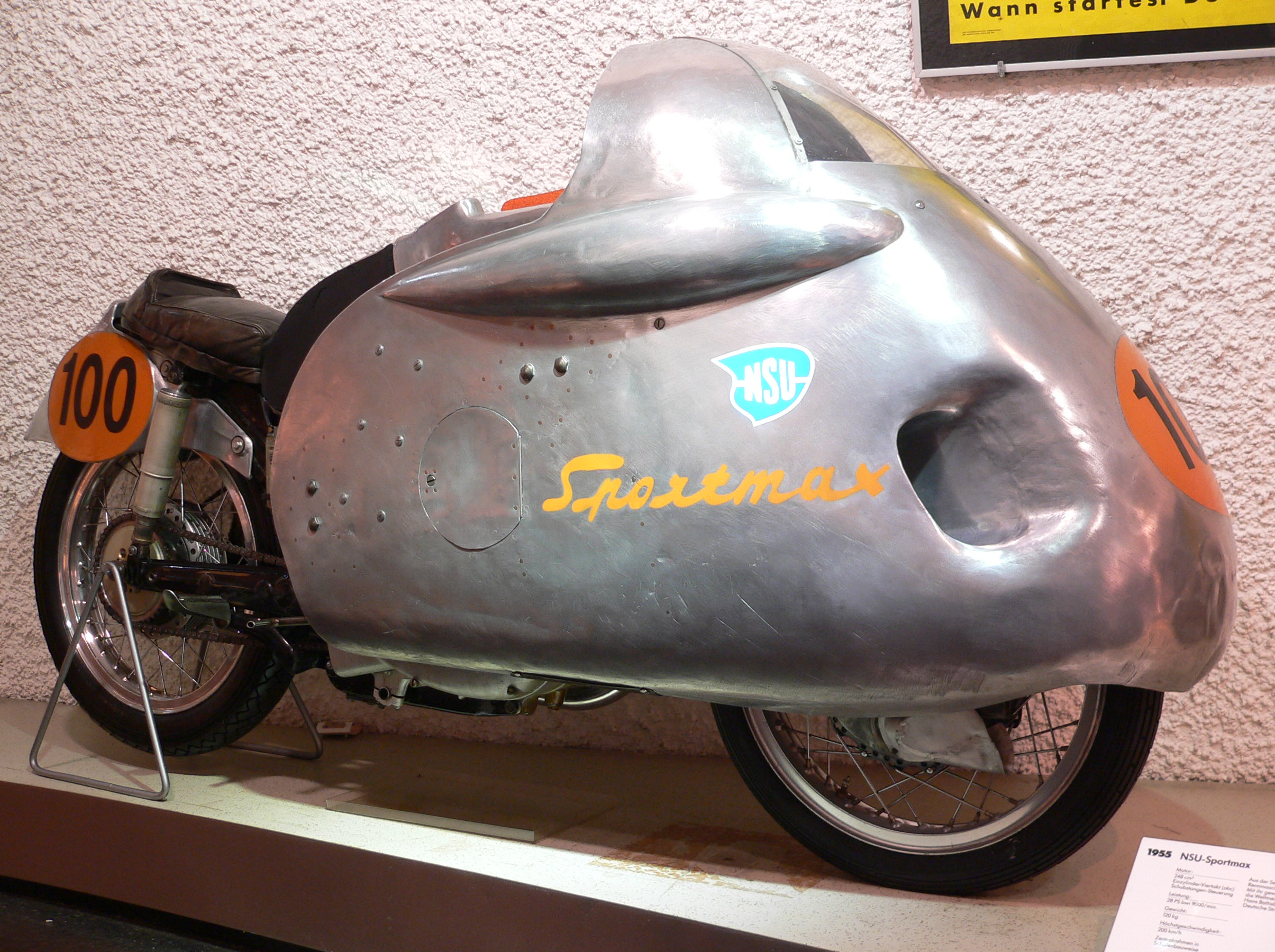
La NSU avec laquelle Hermann Paul Müller remporte le championnat du monde de vitesse moto 1955 en 250 cm3.

- (en) Cet article est partiellement ou en totalité issu de l’article de Wikipédia en anglais intitulé « Hermann Paul Müller » (voir la liste des auteurs).